# Apogon crassiceps
Apogon crassiceps är en fiskart som beskrevs av Garman, 1903. Apogon crassiceps ingår i släktet Apogon och familjen Apogonidae. Inga underarter finns listade i Catalogue of Life.